# Traynor in Heaven for Link Wray
Traynor in Heaven for Link Wray är Robert Johnson and Punchdrunks sjunde album som släpptes 1 november 2006 på bandets egen etikett Nilroy. Albumet är en hyllning till bandets stora inspirationskälla Link Wray som avled tidigare detta år.

## Låtar på albumet
1. Streetfighter
2. The Fuzz
3. Shadow Knows
4. Comanche
5. Jack The Ripper
6. Rumble
7. Streets Of Chicago
8. Rawhide
9. Batman Theme
10. Genocide
11. Streetfighter (Acoustic Version)